# Нижнесилезская Верхняя Лужица (район)
Нижнесилезская Верхняя Лужица (нем. Niederschlesischer Oberlausitz) — бывший район в Германии, представлявший собой часть Верхней Лужицы, включённую в прусскую провинцию Нижняя Силезия.
Центр района — город Ниски. Район входил в землю Саксония. Подчинён был административному округу Дрезден. Занимал площадь 1340,29 км². Население 95 948 чел. Плотность населения 72 человек/км².
Официальный код района 14 2 84.
В ходе саксонской коммунальной реформы с 1 августа 2008 года стал частью объединённого района Гёрлиц в составе новообразованного дирекционного округа Дрезден.
Район подразделялся на 29 общин.

## Города и общины
Города
1. Бад-Мускау (4 109)
2. Ниски (11 015)
3. Райхенбах (4 357)
4. Ротенбург (5 836)
5. Вайсвассер (21 672)

Объединения общин
Управление Бад-Мускау
Управление Боксберг (Верхняя Лужица)
Управление Райхенбах
Управление Ричен
Управление Ротенбург (Верхняя Лужица)
Управление Шлайфе
Управление Вайсвассер
Общины
1. Боксберг (3 044)
2. Габленц (1 902)
3. Грос-Дюбен (1 316)
4. Хенихен (1 511)
5. Хоэндубрау (2 273)
6. Хорка (2 036)
7. Клиттен (1 492)
8. Кодерсдорф (2 642)
9. Кёнигсхайн (1 284)
10. Краушвиц (3 979)
11. Креба-Нойдорф (1 042)
12. Маркерсдорф (4 374)
13. Мюка (1 251)
14. Найссеауэ (1 955)
15. Квицдорф-ам-Зее (1 535)
16. Ричен (3 033)
17. Шлайфе (2 911)
18. Шёпсталь (2 747)
19. Золанд-ам-Ротштайн (1 419)
20. Требендорф (1 088)
21. Уист (1 127)
22. Фиркирхен (2 002)
23. Вайскайсель (1 463)
24. Вальдхуфен (2 836)